# Quân khu 1, Quân đội nhân dân Việt Nam

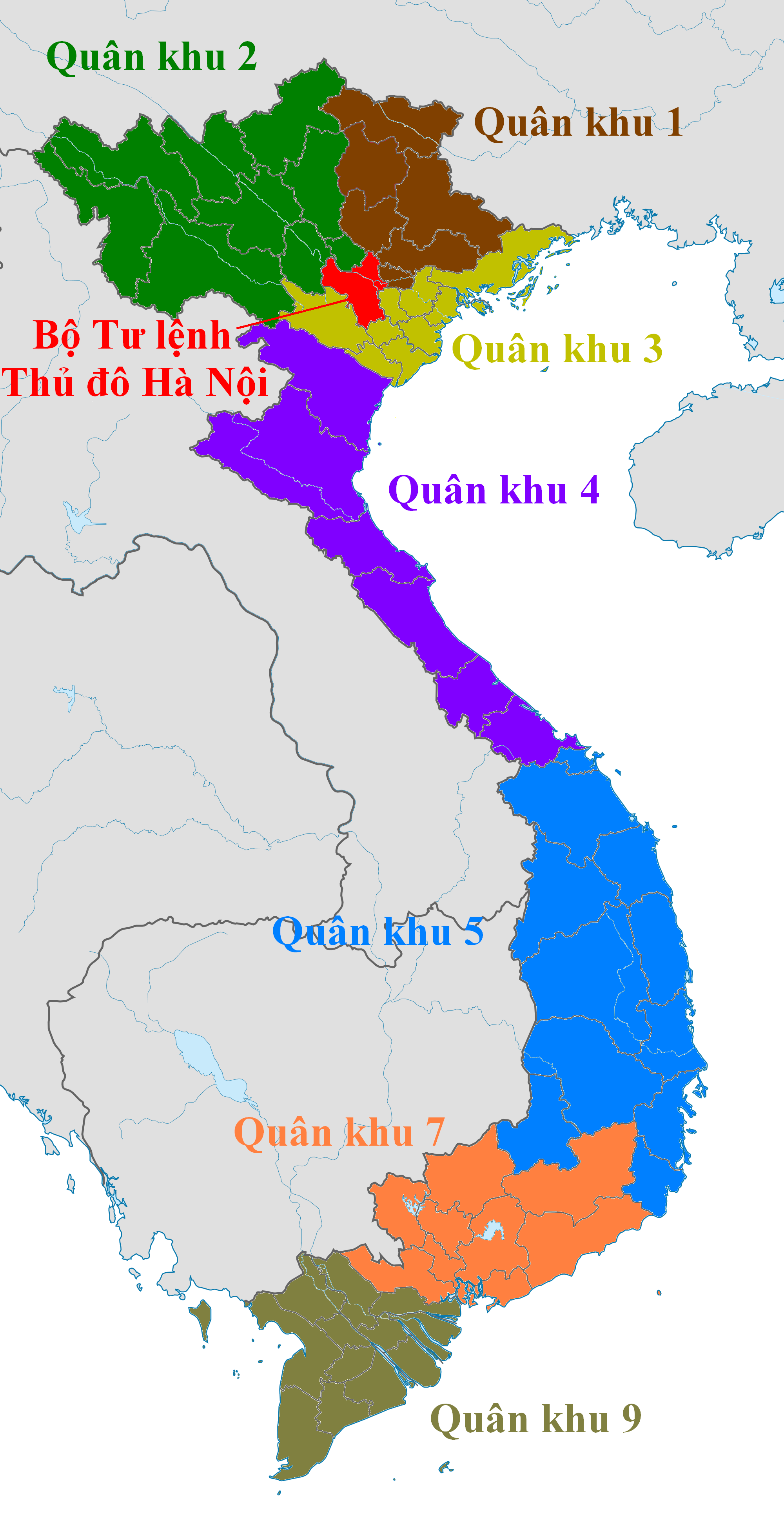
Các quân khu hiện tại của Việt Nam

Quân khu 1 là đơn vị quân sự cấp quân khu, trực thuộc Bộ Quốc phòng Việt Nam, có nhiệm vụ tổ chức, xây dựng, quản lý và chỉ huy quân đội chiến đấu chống giặc ngoại xâm, bảo vệ vùng 4 tỉnh sau sáp nhập phía Bắc Việt Nam là Lạng Sơn, Cao Bằng, Bắc Ninh và Thái Nguyên. Trụ sở Bộ Tư lệnh đặt tại tổ dân phố Đồng Thịnh, thị trấn Hóa Thượng, huyện Đồng Hỷ, tỉnh Thái Nguyên.

## Lịch sử hình thành

### Trong kháng chiến chống Pháp
Ngày 25 tháng 1 năm 1941, thành lập Chiến khu Bắc Sơn - Võ Nhai.
Ngày 4 tháng 6 năm 1945, Tổng Bộ Việt Minh Quyết định thành lập Khu Giải phóng Việt Bắc gồm các tỉnh: Cao Bằng, Bắc Kạn, Lạng Sơn, Thái Nguyên, Hà Giang, Tuyên Quang và một phần các tỉnh Bắc Giang, Phú Thọ, Yên Bái, Vĩnh Yên...
Ngày 16 tháng 10 năm 1945, Chủ tịch Hồ Chí Minh đã ra Sắc lệnh tuyên bố tổ chức, kiện toàn, thành lập 12 Chiến khu trong cả nước. Chiến khu 1 bao gồm các tỉnh: Cao Bằng, Bắc Kạn, Thái Nguyên, Lạng Sơn, Bắc Ninh, Bắc Giang, Hải Ninh, Quảng Yên, Hà Giang, Tuyên Quang, Lào Cai, Yên Bái, Phú Thọ, Vĩnh Yên, Phúc Yên, Lai Châu, Sơn La và Châu Mai Đà (thuộc Hòa Bình).Ông Lê Quảng Ba được bổ nhiệm làm Khu trưởng và ông Tạ Xuân Thu làm Chính ủy Khu.
Ngày 17 tháng 3 năm 1946, Bộ Quốc phòng quyết định thành lập Trường Quân chính Bắc Sơn thuộc Chiến khu 1 với nhiệm vụ huấn luyện cán bộ trung đội, đại đội được bố trí tại xóm Cầu Tre, Đồng Quang, Đồng Hỷ, Thái Nguyên.
Ngày 19 tháng 8 năm 1946, Báo Chiến khu (tờ báo của lực lượng vũ trang Chiến khu 1) ra đời.
Ngày 28 tháng 11 năm 1946, Chính phủ ra Sắc lệnh 518/CP phân chia Chiến khu 1 thành 4 Chiến khu (1, 10, 12, 14) theo vùng chỉ đạo kháng chiến. Khi đó Chiến khu 1 bao gồm các tỉnh: Cao Bằng, Bắc Cạn, Thái Nguyên, Phúc Yên, do Chu Văn Tấn làm Khu trưởng..
Ngày 16 tháng 2 năm 1947, Chủ tịch Hồ Chí Minh ký Sắc lệnh số 19/SL về tổ chức Tòa án binh khu trên toàn cõi Việt Nam. Quy định mỗi chiến khu có một tòa án binh, với chức năng xét xử những vụ án liên quan đến lĩnh vực quân sự.
Ngày 1 tháng 5 năm 1947, Trường Du kích Lam Sơn thuộc Ban Dân quân Chiến khu 1 được thành lập, với nhiệm vụ đào tạo cán bộ trung đội, đại đội. Giữa tháng 5 năm 1947, thành lập Trường Bổ túc Quân chính Chiến khu 1.
Ngày 25 tháng 1 năm 1948, Chủ tịch Hồ Chí Minh ký Sắc lệnh số 120/SL bãi bỏ cấp Khu, sáp nhập Khu thành Liên khu. Khi đó, Chiến khu 1 và Chiến khu 12 sáp nhập lại thành Liên khu 1 gồm các tỉnh: Cao Bằng, Bắc Kạn, Lạng Sơn, Thái Nguyên, Bắc Ninh, Bắc Giang, Phúc Yên, Quảng Yên và Hải Ninh, do Chu Văn Tấn làm Liên khu trưởng, Lê Hoà làm Liên khu phó, Nguyễn Trọng Vĩnh làm Chính trị uỷ viên. Cũng trong ngày đó, Ủy ban kháng chiến và Ủy ban hành chính Liên khu thống nhất thành Ủy ban kháng chiến hành chính Liên khu.
Ngày 3 tháng 11 năm 1948, Tổng Chính ủy ra chỉ thị về việc thi hành chế độ Chính ủy trong quân đội. Thực hiện Nghị quyết Trung ương, Bộ Tư lệnh Liên khu đã phổ biến quán triệt, hướng dẫn, chỉ đạo hình thành cơ quan chuyên môn giúp việc cho Chính ủy. Ở Liên khu bộ, Phòng Chính trị làm tham mưu giúp Bộ Tư lệnh Liên khu chỉ đạo thành lập 3 ban đó là Tổ chức, Tuyên huấn và Kiểm tra.
Ngày 4 tháng 11 năm 1949, Chủ tịch Hồ Chí Minh ký Sắc lệnh số 127/SL hợp nhất Liên khu 1 và Liên khu 10 thành Liên khu Việt Bắc do Chu Văn Tấn làm Chủ tịch, Bùi Quang Tạo làm Phó Chủ tịch, Lê Quảng Ba làm đặc phái viên của Bộ ở Liên khu. Tính đến thời điểm này, Liên khu Việt Bắc gồm 17 tỉnh là Cao Bằng, Lạng Sơn, Bắc Kạn, Thái Nguyên, Bắc Giang, Bắc Ninh, Lai Châu, Sơn La. Lê Quảng Ba bổ nhiệm làm Tư lệnh, Chu Văn Tấn làm Chính ủy..

### Trong kháng chiến chống Mỹ
Ngày 3 tháng 6 năm 1957, Chủ tịch Hồ Chí Minh ký Sắc lệnh số 017/SL thành lập các Quân khu trong đó có Quân khu Việt Bắc gồm 10 tỉnh: Cao Bằng, Bắc Kạn, Lạng Sơn, Thái Nguyên, Tuyên Quang, Hà Giang, Lào Cai, Yên Bái, Phú Thọ, Vĩnh phúc. Lê Quảng Ba làm Tư lệnh Quân khu, Chu Văn Tấn làm Chính ủy Quân khu.

### Sau ngày thống nhất đất nước
Ngày 24 tháng 5 năm 1976, sáp nhập Quân khu Tây Bắc và Quân khu Việt Bắc thành Quân khu 1 gồm các tỉnh: Lạng Sơn, Cao Bằng, Bắc Thái, Hoàng Liên Sơn, Vĩnh Phú, Hà Tuyên, Sơn La, Lai Châu. Năm 1978, nhập thêm 2 tỉnh Hà Bắc và Quảng Ninh (tách ra từ Quân khu 3) và tách ra các tỉnh Vĩnh Phú, Hà Tuyên, Sơn La, Lai Châu để thành lập Quân khu 2.
Năm 1979, tách Quảng Ninh để thành lập Đặc khu Quảng Ninh.
Trong chiến tranh biên giới phía Bắc năm 1979, hai tỉnh Cao Bằng và Lạng Sơn là chiến trường trọng điểm kiềm chân gần 20 sư đoàn quân Trung Quốc xâm lược. Sau năm 1979 đến năm 1989, địa bàn Quân khu 1 luôn trong tình trạng sẵn sàng chiến đấu, đánh bại các âm mưu lấn chiếm của quân đội Trung Quốc. Đây là thời kỳ lực lượng vũ trang quân khu phát triển mạnh mẽ nhất, quy mô quân chủ lực có các quân đoàn 14, 26, quân đoàn bổ trợ với 11 sư đoàn bộ binh và hàng chục trung, lữ đoàn bộ binh, binh chủng độc lập, tổng quân số có lúc lên đến 200.000 người.

### Từ năm 2000 đến nay
Địa bàn hiện tại bao gồm 6 tỉnh: Lạng Sơn, Cao Bằng, Bắc Kạn, Thái Nguyên, Bắc Giang (Đông Bắc Bộ) và Bắc Ninh (Đồng Bằng Sông Hồng).

## Tên gọi qua các thời kỳ
- 25/1/1941: Chiến khu Bắc Sơn - Võ Nhai
- 16/10/1945: Chiến khu 1
- 25/1/1948: Liên khu 1
- 04/11/1949: Liên khu Việt Bắc
- 03/6/1957: Quân khu Việt Bắc
- 24/5/1976: Quân khu 1

## Lãnh đạo hiện nay
- Tư lệnhː Thiếu tướng Trương Mạnh Dũng (1970)
- Chính ủyː Thiếu tướng La Công Phương (1972)
- Phó Tư Lệnh kiêm Tham mưu trưởng: Thiếu tướng Trần Xuân Mạnh (1976)
- Phó Tư lệnh phụ trách công tác kinh tế, đối ngoại: Thiếu tướng Đàm Minh Tuân (1974)
- Phó Tư lệnh phụ trách công tác kỹ thuật: Thiếu tướng Đỗ Văn Tuấn (1968)
- Phó Tư lệnh phụ trách công tác hậu cần: Thiếu tướng Nguyễn Văn Lịch (1974)
- Phó Chính ủy: Thiếu tướng Dương Văn Quang

## Tổ chức Đảng bộ Quân khu
Từ năm 2006 thực hiện chế độ Chính ủy, Chính trị viên trong Quân đội. Tổ chức Đảng bộ trong Quân khu 1 theo phân cấp như sau:
- Đảng bộ Quân khu 1 là cao nhất.
- Đảng bộ Bộ Tham mưu, Cục Chính trị, Cục Hậu cần, Cục Kỹ thuật, các Sư đoàn, Lữ đoàn, Bộ chỉ huy quân sự tỉnh (tương đương cấp Sư đoàn)
- Đảng bộ các đơn vị cơ sở trực thuộc các Cục, Sư đoàn (tương đương cấp Tiểu đoàn và Trung đoàn)
- Chi bộ các cơ quan đơn vị trực thuộc các đơn vị cơ sở (tương đương cấp Đại đội)

## Tổ chức chính quyền

### Cơ quan trực thuộc
- Văn phòng
- Thanh tra quốc phòng
- Phòng Tài chính
- Phòng quân lực
- Phòng Khoa học Quân sự

- Phòng Điều tra hình sự

- Phòng Thi hành án
- Bộ Tham mưu

Tham mưu trưởngː Thiếu tướng Trần Xuân Mạnh
Phó Tham mưu trưởng: Thiếu tướng Hoàng Văn Năm (4.2020-) Sư đoàn trưởng Sư Đoàn 3 (9.2018-4.2020)
Phó Tham mưu trưởng: Đại tá  Đại tá Trần Ngọc Tiến nguyên Chỉ huy trưởng Bộ CHQS tỉnh Thái Nguyên
Phó Tham mưu trưởng: Đại tá Đỗ Văn Toán nguyên Sư đoàn trưởng Sư đoàn 346 
Phó Tham mưu trưởng: Đại tá Đặng Văn Tuân nguyên Sư đoàn trưởng Sư đoàn 306 
- Cục Chính trị

Chủ nhiệm: Thiếu tướng  Lê Văn Thơ (11.2022-nay) Chính ủy Sư đoàn 3 (2017-2020)
Phó chủ nhiệm (2020-2022)
Phó chủ nhiệm: Thiếu tướng Ngô Hồng Thái
Phó Chủ nhiệm: Đại tá Nông Tiến Dũng nguyên Chính ủy Bộ CHQS tỉnh Cao Bằng. 
- Cục Hậu cần
  - Chủ nhiệm: Đại tá Trần Minh Toản
  - Chính ủy: Đại tá Nguyễn Hùng Mạnh
  - Phó Chủ nhiệm: Đại tá Nguyễn Văn Hát
  - Phó Chủ nhiệm: Đại tá Nguyễn Trung Hiệp
- Cục Kỹ thuật
  - Chủ nhiệm: Đại tá Trần Huy Tưởng
  - Chính ủy: Đại tá Nguyễn Cao Khánh
  - Phó Chủ nhiệm: Đại tá Nông Công Thức
  - Phó Chủ nhiệm: Đại tá Lưu Xuân Dương

### Đơn vị trực thuộc Quân khu
- Bộ Chỉ huy quân sự tỉnh Cao Bằng

Chỉ huy trưởng: Đại tá Văn Khắc Thành
Chính ủy: Đại tá Nông Tiến Dũng (từ tháng 3/2022)
- Bộ Chỉ huy quân sự tỉnh Thái Nguyên

Chỉ huy trưởng: Đại tá Trần Ngọc Tiến (từ tháng 1/2024)
Chính ủy: Đại tá Ma Công Học (từ tháng 12/2022)
- Bộ Chỉ huy quân sự tỉnh Lạng Sơn

Chỉ huy trưởng: Đại tá Mai Xuân Phong
Chính ủy: Đại tá Nguyễn Công Khuê (từ tháng 4/2025) 
- Bộ Chỉ huy quân sự tỉnh Bắc Ninh

Chỉ huy trưởng: Đại tá Phạm Văn Tạo (từ tháng 5/2023)
Chính ủy: Đại tá Trần Viết Năng (từ tháng 10/2024)                     
- Sư đoàn bộ binh 3 - Sao Vàng: Lạng Giang, Bắc Giang[7]
- Sư đoàn Bộ binh 346 - Đoàn Tân Trào: Phú Lương, Thái Nguyên
- Sư đoàn Bộ binh 306.[8]
- Sư đoàn Kinh tế quốc phòng 338: Lộc Bình[9], Cao Lộc, Lạng Sơn
- Sư đoàn Kinh tế quốc phòng 799: Bảo Lâm, Cao Bằng[10]
- Lữ đoàn Pháo binh 382:[11] Thịnh Đức, Thành phố Thái Nguyên
- Lữ đoàn Phòng không 210:[12] Thành phố Thái Nguyên
- Lữ đoàn Công binh 575:[13] Hóa Trung, Đồng Hỷ, Thái Nguyên
- Lữ đoàn Tăng - Thiết giáp 409:[14] Yên Thế, Bắc Giang
- Lữ đoàn Thông tin 601:[15] Hóa Thượng, Đồng Hỷ, Thái Nguyên
- Trường Quân sự Quân khu 1:[16] Thượng Đình, Phú Bình, Thái Nguyên

Hiệu trưởng: Đại tá Đại tá Nguyễn Thế Chuyền 
Chính ủy: Đại tá Trần Thanh
- Trường Cao đẳng nghề số 1: Thành phố Thái Nguyên, Thái Nguyên
- Trường bắn Quốc gia Khu vực 1:[17] Lục Ngạn, Bắc Giang

Chính ủy: Đại tá Đặng Xuân Hùng
- Công ty Việt Bắc:[18] Thành phố Thái Nguyên, Thái Nguyên

### Đơn vị trực thuộc Cục
- Bệnh viện Quân y 110, Cục Hậu cần[19] (cơ sở 1: Phường Đáp Cầu, Thành phố Bắc Ninh, tỉnh Bắc Ninh, cơ sở 2 Thành phố Bắc Giang (cơ sở 2 nguyên là BV Quân y 43 quân đoàn 2)
- Bệnh viện Quân y 91, Cục Hậu cần[20] Tp Phổ Yên, Thái Nguyên
- Trung đoàn Vận tải 651, Cục Hậu cần[21] Hóa Thượng,Đồng Hỷ,Thái Nguyên
- Phân đội (tiểu đoàn) Đặc công 20 (còn gọi: Đặc công Việt Bắc), Bộ Tham mưu[22]
- Tiểu đoàn Pháo binh 13, Bộ Tham mưu[22]
- Tiểu đoàn Phòng hóa 23, Bộ Tham mưu[22]
- Tiểu đoàn Trinh sát 31, Bộ Tham mưu[22]
- Toà án Quân sự, Cục Chính trị
- Viện kiểm sát Quân sự, Cục Chính trị
- Đoàn An điều dưỡng 16, Cục Chính trị
- Kho K15, Cục Kỹ thuật[23]
- Kho K21, Cục Kỹ thuật[24]
- Kho K23, Cục Kỹ thuật[23]
- Kho K56, Cục Kỹ thuật
- Kho K818, Cục Kỹ thuật[23]
- Xưởng X79, Cục Kỹ thuật[23]
- Tiểu đoàn 97, Bộ Tham mưu
- Tiểu đoàn 15 (Vệ binh - Kiểm soát quân sự - Quân nhạc), Bộ Tham mưu
- Trại giam T82

## Chỉ huy và Lãnh đạo qua các thời kỳ

### Tư lệnh
| TT | Họ tên Năm sinh-năm mất        | Thời gian đảm nhiệm | Cấp bậc tại nhiệm                                                           | Chức vụ cuối cùng                                                         | Ghi chú                                     |
| -- | ------------------------------ | ------------------- | --------------------------------------------------------------------------- | ------------------------------------------------------------------------- | ------------------------------------------- |
| 1  | Chu Văn Tấn (1909–1984)        | 1941–1976           | Thượng tướng (1959)                                                         | Phó Chủ tịch Quốc hội của nước Việt Nam thống nhất (1960–1981)            | Khu trưởng kiêm Chính ủy, Bí thư Quân khu   |
| 2  | Lê Quảng Ba (1914–1988)        | 1945–1946           | Thiếu tướng (1958)                                                          | Phó Chủ nhiệm Ủy ban Nông nghiệp Trung ương (1976–)                       | Tư lệnh                                     |
| 3  | Thanh Phong                    | 1959–1961           | Đại tá                                                                      |                                                                           |                                             |
| 4  | Đàm Quang Trung (1921–1995)    | 1976–1986           | Thiếu tướng (1974) Trung tướng (1980) Thượng tướng (1984)                   | Phó Chủ tịch Hội đồng Nhà nước kiêm Chủ tịch Hội đồng Dân tộc (1987–1992) | Tư lệnh kiêm Chính ủy Quân khu              |
| 5  | Bằng Giang (1915–1990)         | 1966–1976           | Trung tướng (1974)                                                          | Phó Tổng Thanh tra Quân đội (1976 - 1978)                                 |                                             |
| 6  | Đàm Văn Ngụy (1927–2015)       | 4.1987–12.1996      | Thiếu tướng (1980) Trung tướng (1984)                                       |                                                                           | Anh hùng lực lượng vũ trang nhân dân (1956) |
| 7  | Phùng Quang Thanh (1949–2021)  | 1.1997–5.2001       | Thiếu tướng (1994) Trung tướng (1999) Thượng tướng (2003), Đại tướng (2007) | Bộ trưởng Bộ Quốc phòng (2006–2016)                                       | Anh hùng lực lượng vũ trang nhân dân (1971) |
| 8  | Nguyễn Khắc Nghiên (1951–2010) | 5.2001–10.2002      | Thiếu tướng (1997) Trung tướng (2002) Thượng tướng (2007)                   | Tổng Tham mưu trưởng (2006–2010)                                          |                                             |
| 9  | Phạm Xuân Thệ (1947–)          | 10.2002–1.2008      | Trung tướng (2002)                                                          |                                                                           | Anh hùng lực lượng vũ trang nhân dân (2011) |
| 10 | Nguyễn Văn Đạo (1950–)         | 1.2008–2010         | Trung tướng (2008)                                                          |                                                                           |                                             |
| 11 | Bế Xuân Trường (1957–)         | 2010–4.2014         | Thiếu tướng (2008) Trung tướng (2011) Thượng tướng (2015)                   | Thứ trưởng Bộ Quốc phòng (2015–2021)                                      |                                             |
| 12 | Phan Văn Giang (1960–)         | 4.2014–5.2016       | Trung tướng (2013) Thượng tướng (2017) Đại tướng (2021)                     | Bộ trưởng Bộ Quốc phòng (2021–nay)                                        |                                             |
| 13 | Ngô Minh Tiến (1962–)          | 5.2016–2.2018       | Thiếu tướng (2015) Trung tướng (2019) Thượng tướng (2022)                   | Phó Tổng Tham mưu trưởng (2018–11.2022)                                   |                                             |
| 14 | Trần Hồng Minh (1967–)         | 2.2018–9.2019       | Thiếu tướng (2014) Trung tướng (2018)                                       | Bí thư tỉnh ủy Cao Bằng (2021–2024) Bộ trưởng Bộ Xây dựng (2025–nay)      |                                             |
| 15 | Nguyễn Hồng Thái (1969–)       | 9.2019–24/04/2025   | Trung tướng (2020)                                                          |                                                                           | Nguyên Tư lệnh Bộ Tư lệnh Thủ đô Hà Nội     |
| 16 | Trương Mạnh Dũng (1970–)       | 24/04/2025–nay      | Thiếu tướng (2022)                                                          |                                                                           | Nguyên Tư lệnh Quân đoàn 12                 |

### Chính ủy, Phó Tư lệnh về Chính trị
| TT | Họ tên Năm sinh-năm mất       | Thời gian đảm nhiệm | Cấp bậc tại nhiệm                     | Chức vụ cuối cùng                            | Ghi chú                                |
| -- | ----------------------------- | ------------------- | ------------------------------------- | -------------------------------------------- | -------------------------------------- |
| 1  | Chu Văn Tấn (1909–1984)       | 1946–1976           | Thượng tướng (1959)                   | Bộ trưởng Bộ Quốc phòng                      | Chính ủy Chiến khu, Liên khu, Quân khu |
| 2  | Tạ Xuân Thu (1916–1971)       | 1945–1946           | Thiếu tướng (1961)                    | Chính ủy Quân chủng Hải quân                 | Chính trị ủy viên khu 1                |
| 3  | Hoàng Phương (1924–2001)      | 1976–1981           | Trung tướng (1982)                    | Viện trưởng Viện Lịch sử Quân sự             | Chính ủy Quân khu                      |
| 4  | Nguyễn Hùng Phong (1927–2018) | 1981–1991           | Thiếu tướng (1979) Trung tướng (1986) |                                              | Phó tư lệnh Chính trị                  |
| 5  | Đặng Ngọc Truy (1930–2019)    | 1991–1996           | Thiếu tướng (1988)                    |                                              | Phó tư lệnh Chính trị                  |
| 6  | Phùng Khắc Đăng (1945–)       | 1996–1998           | Thiếu tướng (1997) Trung tướng (2003) | Phó Chủ nhiệm Tổng cục Chính trị (1998–2008) | Phó tư lệnh Chính trị                  |
| 7  | Đàm Đình Trại (1947–)         | 1998-2004           | Thiếu tướng (1999) Trung tướng (2004) | Phó Chủ nhiệm Tổng cục Chính trị (2004–2008) | Phó tư lệnh Chính trị                  |
| 8  | Vi Văn Mạn (1949–)            | 2004–2011           | Thiếu tướng (2004) Trung tướng (2008) |                                              | Chính ủy Quân khu                      |
| 9  | Nguyễn Sỹ Thăng (1958–)       | 2011–6.2018         | Thiếu tướng (2007) Trung tướng (2011) |                                              | Chính ủy Quân khu                      |
| 10 | Dương Đình Thông (1964–)      | 6.2018–6.2024       | Thiếu tướng (2014) Trung tướng (2018) |                                              | Chính ủy Quân khu                      |
| 11 | La Công Phương (1972–)        | 12.12.2024 - nay    | Thiếu tướng (09/2023)                 |                                              | Chính ủy Quân khu                      |

### Tham mưu trưởng
| TT | Họ tên Năm sinh-năm mất    | Thời gian đảm nhiệm | Cấp bậc tại nhiệm                                         | Chức vụ cuối cùng                                                                      | Ghi chú                                     |
| -- | -------------------------- | ------------------- | --------------------------------------------------------- | -------------------------------------------------------------------------------------- | ------------------------------------------- |
| 1  | Hoàng Quang Vinh           | 1965–1976           | Thiếu tướng                                               |                                                                                        |                                             |
| 2  | Lê Thanh                   | 1976–1978           | Thiếu tướng                                               |                                                                                        |                                             |
| 3  | Nguyễn Anh Đệ              | 1978–1979           | Thiếu tướng (1979)                                        | Trung tướng (1983), Tư lệnh Binh chủng Đặc công                                        |                                             |
| 4  | Hà Vi Tùng                 | 1979–1980           | Thiếu tướng                                               |                                                                                        |                                             |
| 5  | Lê Thanh                   | 1980–1981           | Thiếu tướng                                               |                                                                                        |                                             |
| 6  | Hoàng Đan                  | 1981–1985           | Thiếu tướng (1977)                                        | Cục trưởng Cục khoa học quân sự (1990–1995)                                            |                                             |
| 7  | Phạm Minh Tâm              | 1985–1990           | Thiếu tướng                                               |                                                                                        |                                             |
| 8  | Phạm Quang Bào (1939–)     | 1990–1993           | Thiếu tướng(1992)                                         | Phó Tư lệnh kiêm Tham mưu trưởng Quân khu 1                                            | Nguyên CHT Bộ CHQS tỉnh Cao Bằng            |
| 9  | Ma Thanh Toàn (1944–)      | 1993–1998           | Thiếu tướng (1995) Trung tướng (2000)                     | Tư lệnh Quân khu 2 (1998–2007)                                                         |                                             |
| 10 | Nguyễn Như Hoạt (1950–)    | 1998–2002           | Thiếu tướng (1998) Trung tướng (2002)                     | Tư lệnh Quân khu Thủ đô(2002–2008) Giám đốc Học viện Quốc phòng (Việt Nam) (2008–2010) |                                             |
| 11 | Nguyễn Văn Đạo (1950–)     | 2002–2004           | Thiếu tướng (2003) Trung tướng (2008)                     | Tư lệnh Quân khu 1 (2008–2010)                                                         |                                             |
| 12 | Lê Xuân Chuyển (1952–2016) | 2004–2006           | Thiếu tướng (2006)                                        | Cục phó Cục Tác chiến (2006–2013)                                                      |                                             |
| 13 | Nguyễn Văn Đạo (1950–)     | 2007–2008           | Thiếu tướng (2003) Trung tướng (2008)                     | Tư lệnh Quân khu 1 (2008–2010)                                                         | Phó chủ tịch Hội cựu chiến binh (2017–2022) |
| 14 | Bế Xuân Trường (1957–)     | 2008–2010           | Thiếu tướng (2008) Trung tướng (2011) Thượng tướng (2015) | Tư lệnh Quân khu 1 (2010–2014) Thứ trưởng Bộ Quốc phòng (2015–2021)                    |                                             |
| 15 | Phạm Thanh Sơn (1957–)     | 2010–10.2017        | Thiếu tướng (2011)                                        |                                                                                        | Nguyên Phó Tham mưu trưởng QK1              |
| 16 | Trần Hồng Minh (1966–)     | 10.2017–2.2018      | Thiếu tướng (2014) Trung tướng (2018)                     | Chủ nhiệm Tổng cục Công nghiệp Quốc phòng (2019–nay)                                   |                                             |
| 17 | Trần Văn Kình (1963–)      | 2.2018–6.2020       | Thiếu tướng (2017)                                        |                                                                                        | Nguyên Phó Tham mưu trưởng QK1              |
| 18 | Nguyễn Huy Cảnh            | 6.2020- 03.2024     | Thiếu tướng (2017)                                        |                                                                                        | Nguyên Tư lệnh Quân đoàn 2                  |
| 19 | Lê Xuân Thuân              | 03.2024- 24/04/2025 | Thiếu tướng (2024)                                        |                                                                                        |                                             |
| 19 | Trần Xuân Mạnh             | 18/05/2025 - Nay    | Thiếu tướng (07/2025)                                     |                                                                                        |                                             |

### Phó Tư lệnh
- 1970–1978, Đào Triệu Minh, Đại tá
- 1974–1976, Trương Cao Dũng, Đại tá
- 1974–1978, Lê Thùy, Trung tướng
- 1979–1979, Nguyễn Sùng Lãm, Trung tướng (1986)
- 1979–1983, Phạm Như Vưu, Thiếu tướng
- 1979–1987, Nguyễn Hữu Lê, Thiếu tướng
- 1980–1987, Nguyễn Xuân Trà, Thiếu tướng
- 1981–1987, Vũ Đức Thái, Thiếu tướng
- 1983–1987, Nam Hồ, Thiếu tướng
- 1988–1994, Vũ Việt Hồng, Thiếu tướng
- 1993–1995, Phạm Quang Bào, Thiếu tướng
- 1995–1997, Nguyễn Ngọc Văn, Trung tướng (2002), Viện trưởng Viện Chiến lược Quốc phòng (2000–2004)
- 1995–2002, Nông Ngọc Toản (1940), Thiếu tướng
- 2000–2010, Dương Công Sửu, Trung tướng (2008) nguyên Chỉ huy trưởng Bộ CHQS tỉnh Lạng Sơn (1990–2000)
- 2004–2005, Trương Quang Khánh, Thượng tướng, Thứ trưởng Bộ Quốc phòng
- 2005–2007, Nguyễn Quốc Khánh, Trung tướng, Phó Tổng Tham mưu trưởng
- 2007–2013, Nguyễn Văn Trình, Thiếu tướng (2008), nguyên Chỉ huy trưởng Bộ CHQS tỉnh Thái Nguyên[25](2000–2007)
- 2010–3.2015, Dương Hiền, Thiếu tướng (2009)[26],nguyên Chỉ huy trưởng Bộ CHQS tỉnh Lạng Sơn(2000–2010)
- 2011–4.2015, Ngô Xuân Thứ, Thiếu tướng (2011)[26], nguyên Chỉ huy trưởng Bộ CHQS tỉnh Bắc Ninh (2005–2011)
- 2013–3.2020, Phan Văn Tường, Thiếu tướng (2013)[27],nguyên Chỉ huy trưởng Bộ CHQS tỉnh Thái Nguyên (2011–2013)
- 3.2015–5.2016, Ngô Minh Tiến, Thiếu tướng (2015), Trung tướng (2019)
- 4.2015–5.2020, Hoàng Công Hàm, Thiếu tướng (2015), nguyên Chỉ huy trưởng Bộ CHQS tỉnh Lạng Sơn[28] (2010–2015)
- 7.2016–10.2017, Trần Hồng Minh, Thiếu tướng (2014), nguyên Tư lệnh Binh chủng Công binh
- 10.2017–2.2018, 6.2020- nay,  Trần Văn Kình, Thiếu tướng (2017) nguyên Sư trưởng Sư đoàn 3
- 3.2018–6.2024, Lê Anh Tuấn, Thiếu tướng (2018), nguyên Phó tham mưu trưởng Quân khu 1.
- 4.2020– 02.2025, Hoàng Văn Hữu, nguyên Phó tham mưu trưởng Quân khu 1 (7.2019- 4.2020)
- 18/05/2025 - Nay Đàm Minh Tuân, Thiếu tướng 07/2025 nguyên Chỉ huy trưởng Bộ chỉ huy Quân sự tỉnh Cao Bằng

### Phó Chính ủy
- 1954–1956, Nguyễn Kim Ngọc
- 1955–1959, Lê Đình Thiệp, Thiếu tướng
- 1960–1978, Dương Đại Lâm, Đại tá
- 1969–1979, Vũ Quốc Vinh, Đại tá
- 1978–1979, Nguyễn Trọng Yên, Thiếu tướng
- 2007–2010, Đinh Thế Hòa, Thiếu tướng (2007)[29]
- 2010–2011, Nguyễn Sỹ Thăng, Trung tướng (2011)
- 2012–2016, Trần Xuân Quang, Thiếu tướng (2010)[26][30], nguyên Cục trưởng Cục Chính trị, Quân khu 1
- 2015- 6.2018, Dương Đình Thông, Thiếu tướng[31]
- 6.2018– 10/2023 Nguyễn Đình Chiêu, Thiếu tướng, nguyên phó chủ nhiệm chính trị Quân khu 1
- 11.2023 - 11.2024 La Công Phương, Thiếu tướng, nguyên Phó CNCT QK1
- 18/05/2025 - Nay Thiếu tướng (05/2025) Dương Văn Quang nguyên Phó chủ nhiệm Chính trị Quân khu 1

### Chỉ huy nổi bật có quân hàm cấp tướng
- 2012–2018, Vũ Bá Kính, Thiếu tướng (2012), Cục trưởng Cục Chính trị Quân khu 1[26]
- 2011–2016, Trần Hữu Hoàn, Thiếu tướng (2011), Tham mưu phó Quân khu 1, nguyên Chỉ huy trưởng Bộ CHQS tỉnh Cao Bằng[32]
- 8.2014-2018, Lê Hùng, Thiếu tướng (12.2014), Phó Tham mưu trưởng Quân khu 1[33], nguyên Chỉ huy trưởng Bộ CHQS tỉnh Cao Bằng[34]
- 2012–2016, Triệu Văn Ngô, Thiếu tướng (2012), Phó Tham mưu trưởng Quân khu 1[35], nguyên Chỉ huy trưởng Bộ CHQS tỉnh Bắc Kạn[36]
- 2010–2012, Nguyễn Ngọc Sơn (thiếu tướng), Phó tham mưu trưởng Quân khu 1, Phó giám đốc Học viện Kỹ thuật Quân sự (2012–2017)
- 2018–2022, Nguyễn Đình Long, Thiếu tướng (2016), Chủ nhiệm Chính trị Quân khu 1.
- 2015–2022, Ngô Quang Hưng, Thiếu tướng (2019), Phó chủ nhiêm chính trị Quân khu 1.
- 2017–2020, Nguyễn Đăng Bảo, Thiếu tướng(2019), Phó tham mưu trưởng Quân khu 1.
- 2016–2023, Hà Quang Vinh, Thiếu tướng (2020), Phó Tham mưu trưởng Quân khu 1
- 2020-nay, Hoàng Văn Năm,Thiếu tướng (2023), Phó Tham mưu trưởng Quân khu 1
- 2022-nay, Lê Văn Thơ, Thiếu tướng (2023), Chủ nhiệm Chính trị Quân khu 1.
- 2021-2023, La Công Phương,  Thiếu tướng (2023),Phó chủ nhiêm chính trị Quân khu 1

## Khen thưởng
- Huân chương Sao vàng
- 02 Huân chương Hồ Chí Minh
- Huân chương Độc lập hạng Nhì
- 02 Huân chương Quân công hạng Nhất
- Huân chương Quân công hạng Ba

## Trang bị
- Xe Cứu hộ đa năng hạng Trung SRF[37]